# جون ويتفيلد
جون ويتفيلد (بالإنجليزية: June Whitfield)‏ هي ممثلة بريطانية، ولدت في 11 نوفمبر 1925 في المملكة المتحدة.

## وصلات خارجية
- جون ويتفيلد على موقع IMDb (الإنجليزية)
- جون ويتفيلد على موقع الموسوعة البريطانية (الإنجليزية)
- جون ويتفيلد على موقع روتن توميتوز (الإنجليزية)
- جون ويتفيلد على موقع ألو سيني (الفرنسية)
- جون ويتفيلد على موقع ميوزك برينز (الإنجليزية)
- جون ويتفيلد على موقع أول موفي (الإنجليزية)
- جون ويتفيلد على موقع قاعدة بيانات برودواي على الإنترنت (الإنجليزية)
- جون ويتفيلد على موقع قاعدة بيانات الأفلام السويدية (السويدية)
- جون ويتفيلد على موقع إن إن دي بي (الإنجليزية)
- جون ويتفيلد على موقع ديسكوغز (الإنجليزية)